# Kommunanz
Eine Kommunanz ist eine territoriale Einheit in der Schweiz, die der Oberhoheit mehrerer Gemeinden untersteht. Es handelt sich meist um unbewohnte Gemeinschaftsareale, die nicht eindeutig einer einzelnen Gemeinde zugewiesen werden können.

## Geschichte
Es handelt sich dabei um Überbleibsel aus dem Mittelalter, wo mehrere Gemeinden eine gemeinsame Allmend bzw. Alp- und Weideflächen hatten. Oft waren das Riedgebiete, die nicht intensiv landwirtschaftlich genutzt wurden oder konnten und zwischen den einzelnen Dorfgemeinden lagen. So stand zum Beispiel das Neeracherried bis weit in die Neuzeit hinein im Gemeinbesitz der anstossenden Gemeinden.

### Aufgehobene Bündner Kommunanzen
Im Kanton Graubünden bestand bis zum 23. Oktober 1977 das Gemeinschaftsgebiet Maienfeld-Fläsch (BFS-Nr. 3955), das den Gemeinden Fläsch und Maienfeld gemeinsam gehörte. Es wurde unter den beiden Gemeinden aufgeteilt.

### Aufgehobene Tessiner Kommunanzen
Per 20. April 2008 wurden folgende Kommunanzen im Val Colla, Distrikt Lugano aufgehoben: 
- die Kommunanz Bidogno/Capriasca/Corticiasca (BFS-Nr.: 5392). Bis 31. Dezember 2003 hiess sie Kommunanz Sala Capriasca/Bidogno/Corticiasca und trug die BFS-Nr. 5236. Gemeinschaftlicher Besitz der Gemeinden Bidogno, Capriasca und Corticiasca. Aufhebung durch Fusion dieser drei Gemeinden mit Lugaggia zur Gemeinde Capriasca.
- die Kommunanz Capriasca/Lugaggia (BFS-Nr.: 5393). Bis 31. Dezember 2003 hiess sie Kommunanz Sala Capriasca/Vaglio/Lugaggia und trug die BFS-Nr. 5237. Gemeinschaftlicher Besitz der Gemeinden Capriasca und Lugaggia. Aufhebung durch Fusion der Gemeinden Bidogno, Corticiasca, Lugaggia und Capriasca zur Gemeinde Capriasca.

### Aufgehobene Walliser Kommunanzen
Die letzte Walliser Kommunanz, die Kommunanz Reckingen-Gluringen/Grafschaft (BFS-Nr.: 6391) im Bezirk Goms, wurde mit der per 1. Januar 2017 umgesetzten Fusion der Gemeinden Blitzingen, Niederwald VS, Grafschaft VS, Münster-Geschinen und Reckingen-Gluringen zur Gemeinde Goms VS aufgelöst. Sie hatte bis zum 31. Dezember 2003 offiziell Kommunanz Gluringen-Ritzingen geheissen und die BFS-Nr. 6072 getragen. Der Namenswechsel wurde nötig, weil sich bereits 2001 die frühere Gemeinde Ritzingen mit Biel VS und Selkingen zur neuen Gemeinde Grafschaft VS und im Oktober 2004 die frühere Gemeinde Gluringen mit Reckingen VS zur Gemeinde Reckingen-Gluringen zusammengeschlossen hatte. Für die Zwischenphase (2001 bis 2003) war auch von der Kommunanz Gluringen/Grafschaft die Rede.

## Aktueller Bestand
Es gibt (Stand: 1. Juli 2024) noch zwei Kommunanzen im Kanton Tessin. Sie haben seit dem Jahre 2003 teilweise Namensänderungen erfahren, da die an ihnen beteiligten Gemeinden in Fusionen involviert waren. Die Kommunanzen gingen auf die neuen Gemeinwesen über und tragen nun deren Namen. Wie eine Gemeinde tragen auch die Kommunanzen eine vom Bundesamt für Statistik vergebene Nummer.
- Die eine der beiden noch verbliebenen Kommunanzen des Kantons findet sich am oberen Ende des Val Colla im Distrikt Lugano: die Kommunanz Capriasca/Lugano (BFS-Nr.: 5394; bis 31. Dezember 2003: 5238). Bis 2008 wurde sie Kommunanz Corticiasca/Valcolla genannt (nach den beiden beteiligten Gemeinden). Mit der Fusion von Bidogno, Corticiasca, Lugaggia und Capriasca zur Gemeinde Capriasca am 20. April 2008 wechselte sie den Namen auf Kommunanz Capriasca/Valcolla. Die Fusion von Valcolla mit der Stadt Lugano auf den 13. April 2013 hatte einen erneuten Namenswechsel zur Folge.
- Die andere noch bestehende Kommunanz liegt im Distrikt Bellinzona: die Kommunanz Cadenazzo/Monteceneri (BFS-Nr.: 5391). Sie ist gemeinschaftlicher Besitz der Gemeinden Monteceneri (Bezirk Lugano) und Cadenazzo (Bezirk Bellinzona). Bis 31. Dezember 2003 führte die Kommunanz die Gemeindenummer 5020. Bis März 2005 wurde sie nach den damals noch bestehenden ursprünglichen Gemeinden Kommunanz Medeglia/Robasacco genannt. Durch die Fusion von Robasacco mit Cadenazzo nannte man sie dann Kommunanz Medeglia/Cadenazzo. Nachdem 2010 auch die Gemeinde Medeglia mit den anderen Gemeinden des oberen Vedeggiotals zur neuen Gemeinde Monteceneri fusioniert hatte, wurde sie erneut umbenannt: in Kommunanz Cadenazzo/Monteceneri. Die Bezirkszugehörigkeit der Kommunanz wurde nicht geändert.